# Prosopis affinis
Prosopis affinis és una espècie d'arbre que és planta nativa de l'Argentina, Brasil, el Paraguai i l'Uruguai. Entre els seus noms comuns es troben algarrobillo, espinillo, ibopé-morotí, ñandubay i inhanduvá. Està amenaçat per pèrdua d'hàbitat.
És una planta melífera.

## Descripció
Fa de 3 a 13 m d'alt, té espines còniques i curtes d'uns 2 cm de longitud. Les fulles són petites bipinnades, caducifòlies. Floreix de setembre a novembre.
Su floración se da de septiembre a noviembre.